# Пищево (Калузька область)
Пищево (рос. Пищево) — присілок в Мещовському районі Калузької області Російської Федерації.
Населення становить 11 осіб. Входить до складу муніципального утворення Залізнична станція Кудринська.

## Історія
Від 2004 року входить до складу муніципального утворення Залізнична станція Кудринська.

## Населення
| 2002 | 2010 |
| ---- | ---- |
| 14   | ↘11  |